# Sambi Rejo (Prambanan)
Sambi Rejo is een bestuurslaag in het regentschap Sleman van de provincie Jogjakarta, Indonesië. Sambi Rejo telt 5097 inwoners (volkstelling 2010).